# Alcolea del Pinar
Alcolea del Pinar település Spanyolországban, Guadalajara tartományban. Alcolea del Pinar Abánades, Anguita, Saúca, Sigüenza, Sotodosos, Torremocha del Campo, Luzaga, Estriégana és Medinaceli községekkel határos. Lakosainak száma 336 fő (2024).

## Népesség
A település lakosságának változását az alábbi diagram mutatja:
| Lakosok száma | 389  | 406  | 407  | 401  | 407  | 348  | 336  | 320  | 326  | 336  |
|               | 2001 | 2004 | 2006 | 2009 | 2011 | 2014 | 2016 | 2019 | 2021 | 2024 |